# Хебольд, Кристиана
Кристиана Хебольд (нем. Christiane «Bobolina» Hebold, род. 11 мая 1966) — немецкая певица

, известная исполнением бэк-вокала в песнях группы Rammstein, начиная с «Engel» из альбома Sehnsucht. Также она принимала участие в записи альбома Mutter (песня «Nebel»).
Отец Кристианы — священник. В 13 лет она основала свою первую girl band. Училась в консерватории имени Франца Листа в Веймаре. Есть дочь.
Певица входит в состав своей собственной группы под названием Bobo in White Wooden Houses.

## Дискография

### Альбомы
- 1992 — Bobo in White Wooden Houses
- 1993 — Passing Stranger
- 1995 — Cosmic Ceiling
- 2004 — Limited Tour CD 2004
- 2007 — Mental Radio
- 2010 — Transparent

### Синглы
- 1991 — Wide Awake
- 1992 — Hole In Heaven
- 1993 — Tell Me One Good Reason Why
- 1993 — These Words Behind
- 1994 — Dreams
- 1995 — Travel In My Mind
- 1995 — Yellow Moon
- 1996 — Papercues
- 1996 — Black Hole Sun (Bobo & The London Session Orchestra)

### Участие в других проектах
- 1996 — Glow (Bobo & The London Session Orchestra)
- 1998 — Alaska (Alaska)
- 2001 — Licht (SAAL DREI)
- 2004 — Volkslieder (Bobo, Sebastian Herzfeld, Anne Kaftan)
- 2007 — Lieder von Liebe und Tod (Расширенное переиздание Volkslieder)

### Как приглашенный артист
- 1997 — Rammstein — «Engel»
- 1997 — Rammstein — Das Modell (песня «Alter Mann» Special Edition)
- 2001 — Rammstein — Mutter (песня «Nebel»)
- 2004 — Blank & Jones — Perfect Silence
- 2005 — Else Lasker Schüler — Ich träume so leise von Dir (песня «Es kommt der Abend»)
- 2005 — Blank & Jones — Loneliness (Relax Edition 2)
- 2008 — Blank & Jones — The Logic of Pleasure (песня «Where You Belong»)
- 2009 — Blank & Jones — Relax Edition Four («Where You Belong» Poolside House Mix)